# Jacques Pâris de Bollardière
Pour les articles homonymes, voir Paris (homonymie) et Bollardière.
Jacques Pâris de Bollardière, (appelé Jacques de Bollardière par convenance) né le 16 décembre 1907 à Châteaubriant dans la Loire-Inférieure et mort le 22 février 1986 à Guidel (village du Vieux-Talhouët) dans le Morbihan, est un militaire français, officier général de l’armée française, combattant de la Seconde Guerre mondiale, de la guerre d'Indochine et de la guerre d'Algérie. Militant pacifiste et catholique, il est également l'une des figures de la non-violence en France.

## Famille
La famille Pâris de Bollardière est une famille d'ancienne bourgeoisie originaire du Dauphiné, qui a donné de nombreux officiers à la France. Elle est issue d'Antoine Pâris (1541-1602), notaire royal à Réaumont. Il est apparenté aux frères Pâris, financiers sous le règne du roi Louis XV.

## Carrière militaire
Fils de René Pâris de Bollardière, un officier d'infanterie coloniale, Jacques Pâris de Bollardière fait des études secondaires au collège Saint-Sauveur de Redon, avant de rejoindre le Prytanée national militaire de La Flèche. Il entre en 1927 à l’École spéciale militaire de Saint-Cyr. Ayant fait son idole de Lyautey qu'il a pu rencontrer dans son enfance, il se montre indiscipliné et doit redoubler. Il en sort trois ans après avec le grade de sergent-chef (c'est une sanction : les « cyrards » sortent normalement sous-lieutenants et accomplissent leur cursus en deux ans). Affecté au 103e RIA de Bastia, il est promu lieutenant en 1932. Affecté en 1935 dans la Légion étrangère, il est nommé au 1er régiment étranger d'infanterie à Saïda, en Algérie française, puis rejoint Marrakech l'année suivante au sein du 4e régiment étranger d'infanterie.

### Seconde Guerre mondiale
Affecté à la 13e demi-brigade de Légion étrangère en février 1940 au début de la Seconde Guerre mondiale, il devient capitaine et prend part à la campagne de Norvège. Débarqué à Brest le 13 juin, il assiste à la débâcle et décide de rejoindre Londres. Embarqué sur un chalutier à Paimpol, il rallie les Forces françaises libres, ce qui lui vaut une condamnation à mort par le régime de Vichy.
Avec la 13e demi-brigade de Légion étrangère il participe aux campagnes du Gabon, en novembre 1940, et d'Érythrée. Son rôle dans la prise de Massaoua lui vaut d'être décoré de la Croix de la Libération. Avec la 1re division légère française libre, il participe ensuite à la campagne de Syrie. Promu chef de bataillon en septembre 1941, il commande le 1er bataillon étranger en Libye, notamment à la bataille d'El Alamein, où il est blessé au bras par une bombe. La décision de repli qu'il a prise durant cette opération d'El Himeimat est jugée négativement par ses supérieurs qui décident de ne pas lui rendre son commandement à la sortie de l'hôpital. Hospitalisé huit mois, il retrouve son unité le 15 juin 1943 à Sousse, en Tunisie.
En octobre 1943, il rejoint le BCRA et devient parachutiste. Parachuté à Mourmelon le 12 avril 1944, il commande la mission « Citronelle », qui doit organiser le maquis des Manises dans les Ardennes. Mal armés, mal organisés, mal préparés, 106 maquisards isolés dans les bois et sans secours y sont massacrés. Seuls cinquante hommes réussissent avec Bollardière à échapper à la nasse allemande. Du 20 juillet au 6 septembre, il parvient avec ses hommes à infliger des pertes sévères aux Allemands.
Rentré de mission le 20 septembre, il prend le commandement du 3e RCP/3rd SAS de la brigade SAS. Il saute sur la Hollande le 7 avril 1945, lors de l'opération Amherst. Les petits groupes sont largués sur l'arrière de l'ennemi avec pour but de saboter les communications et d'attaquer les PC. L'opération est un grand succès.
Jacques de Bollardière est l'un des Français les plus décorés de la Seconde Guerre mondiale : grand officier de la Légion d'honneur, compagnon de la Libération, deux fois décoré du Distinguished Service Order (DSO), etc.

### Guerre d'Indochine
Jacques de Bollardière est promu lieutenant-colonel à la fin de la Seconde Guerre mondiale et prend le commandement des deux régiments (squadrons) SAS français (2e et 3e RCP), fondus ce qui deviendra le 1er RPIMa (1er régiment parachutistes d'infanterie de marine, équivalent français des SAS britanniques) en février 1946. Débarqué à Saïgon avec le corps expéditionnaire français en Extrême-Orient un mois après dans le cadre de la guerre d'Indochine, il rentre en France en 1948 puis commande les troupes aéroportées en Indochine française de 1950 à 1953.
Il se prend alors de sympathie pour le peuple vietnamien et commence à ressentir de la répugnance envers cette guerre coloniale.

### Guerre d'Algérie
Affecté au Centre des hautes études militaires en octobre 1953 puis à l'École de guerre, où il enseigne la tactique des troupes aéroportées, Jacques de Bollardière prend la tête de deux brigades en Algérie française en juillet 1956. En décembre de la même année, il est promu général de brigade : il est alors le plus jeune général de l'armée française. Il exprime très tôt ses appréhensions vis-à-vis de la guerre en Algérie. Il a alors sous son commandement le lieutenant de réserve Jean-Jacques Servan-Schreiber qu’il autorise à circuler partout en Algérie et à entretenir des contacts avec des journalistes. Il met avant tout l'accent sur l'action sociale au détriment de la lutte contre les troupes rebelles.
En raison de la dégradation de la situation dans le secteur dont il a la charge (186 assassinats et 56 fermes abandonnées en 1956), le général Massu diligente une enquête qui montre à la fois l'inefficacité de la répression dans ce secteur et la mauvaise tenue des troupes. Jacques de Bollardière demande à être relevé de son commandement en raison du manque de moyens et de la structure de la hiérarchie qui le place sous les ordres de Massu.

## Engagement contre la torture durant la guerre d'Algérie
À son retour en France, Jacques Pâris de Bollardière s'exprime publiquement au sujet de la torture à l'occasion de la sortie du livre de Jean-Jacques Servan-Schreiber Lieutenant en Algérie. Sa prise de position publique (dans L'Express) lui vaut une sanction de soixante jours d’arrêt de forteresse, le 15 avril 1957, à La Courneuve,.
Confronté aux atrocités nazies commises au maquis des Manises où il a été responsable de la mission Citronelle, c'est là qu'il aurait acquis la conviction que la torture est le propre des régimes totalitaires.
Jacques de Bollardière est le seul officier supérieur alors en fonction à avoir condamné ouvertement l'usage de la torture pendant la guerre d'Algérie : il dénonce à ses chefs « certains procédés » pratiqués par une partie de l'armée française dans la recherche du renseignement lors de la guerre d'Algérie.
Il écrit quelques années plus tard : « Je pense avec un respect infini à ceux de mes frères, arabes ou français, qui sont morts comme le Christ, aux mains de leurs semblables, flagellés, torturés, défigurés par le mépris des hommes. » Il soutient Jean-Jacques Servan-Schreiber dans sa dénonciation de la torture.

« La guerre n’est qu’une dangereuse maladie d’une humanité infantile qui cherche douloureusement sa voie. La torture, ce dialogue dans l’horreur, n’est que l’envers affreux de la communication fraternelle. Elle dégrade celui qui l’inflige plus encore que celui qui la subit. Céder à la violence et à la torture, c’est, par impuissance à croire en l’homme, renoncer à construire un monde plus humain. »

Bénéficiant du soutien de Gaston Defferre, il est ensuite nommé adjoint du général commandant supérieur des forces armées de la zone de défense AEF-Cameroun puis à Coblence, en Allemagne, des postes honorifiques qui l'éloignent du commandement. Il démissionne au moment du putsch des généraux (avril 1961), n'ayant pu obtenir de poste en Algérie, comme il le souhaitait.
Il déclare à cette occasion : « Le putsch militaire d’Alger me détermine à quitter une armée qui se dresse contre le pays. Il ne pouvait être question pour moi de devenir le complice d’une aventure totalitaire. »
Il décide alors de rompre ses liens avec l'armée et de s'engager en faveur de l'antimilitarisme et de la nonviolence.
Dans la nuit du 22 au 23 septembre 1961, des attentats visent notamment le domicile de ses parents, celui de Laurent Schwartz (militant contre la torture, membre du comité Maurice-Audin et signataire du Manifeste des 121) et la librairie de l'hebdomadaire anticolonialiste Témoignage chrétien.

## Pacifisme et non-violence

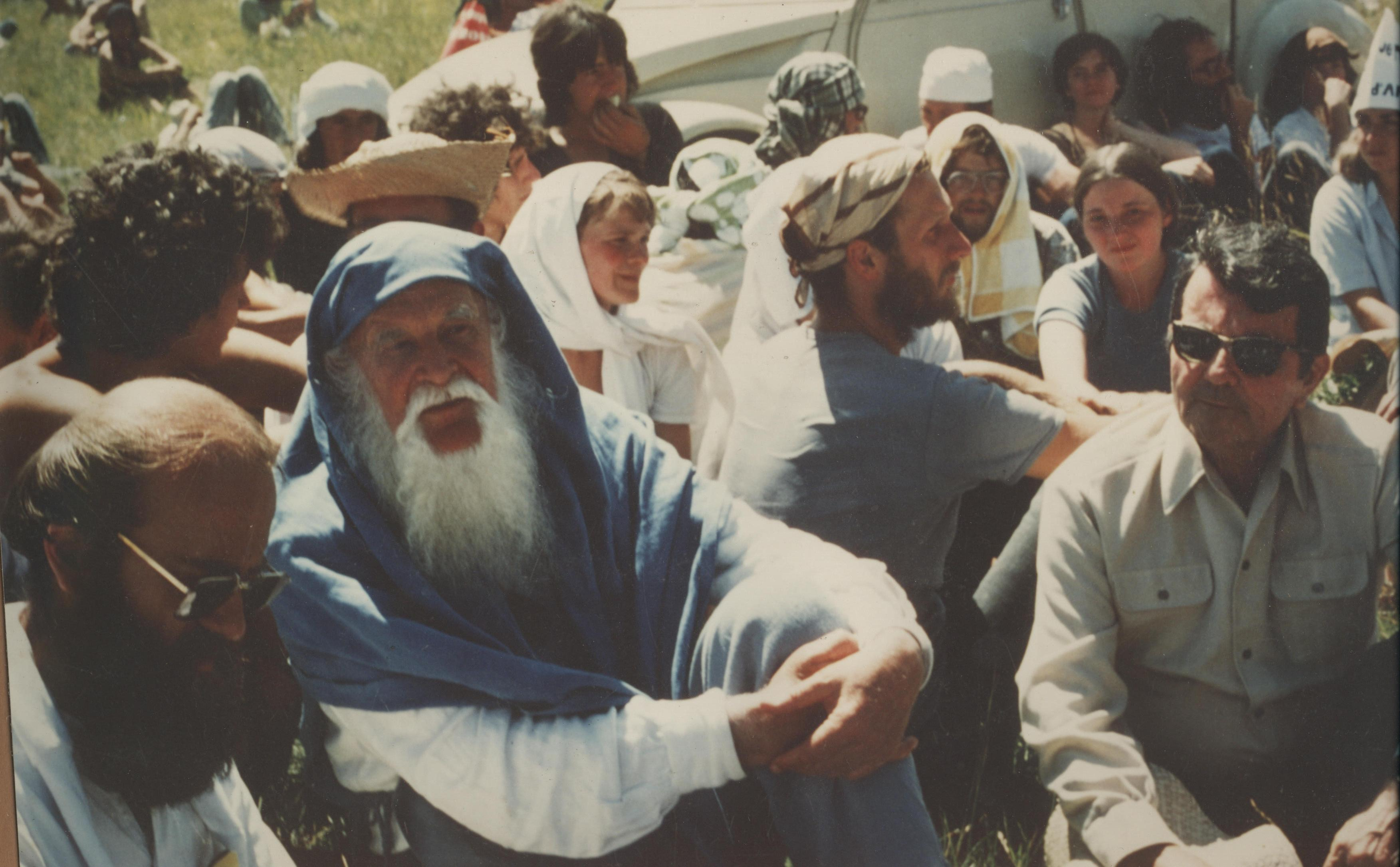
Jacques de Bollardière (à droite) sur le causse du Larzac, protestant contre l'extension du camp militaire, dans les années 1970. À sa gauche, les philosophes non-violents Jean-Marie Muller et Lanza del Vasto.

Pendant deux ans, Jacques Pâris de Bollardière travaille comme attaché de direction dans l'entreprise de construction navale La Perrière à Lorient.
Sa rencontre avec Jean-Marie Muller en 1970 accentue son inclination gauchiste et pacifiste,. Il devient un membre actif du Mouvement pour une alternative non-violente (MAN) avec sa femme Simone. Il participe au mouvement de défense du Larzac menacé par l'extension d'un camp militaire.
Le 17 juillet 1973, il est arrêté au large de Moruroa alors qu’il manifeste de façon non-violente contre les essais nucléaires atmosphériques (et plus généralement contre la dissuasion nucléaire). La marine française arraisonne son voilier, le Fri, alors qu'il est en dehors des eaux territoriales (restant à l'intérieur du périmètre de sécurité délimité en vue d'un essai). Le « commando Bollardière » est composé de Jean Toulat, de Jean-Marie Muller et de Brice Lalonde. Mis à la retraite d'office par sanction disciplinaire, le général écrit au Président Georges Pompidou : « Vivement désireux de témoigner clairement devant l'opinion publique de mon pays de mon profond désaccord, j'ai décidé de vous demander de me faire rayer de l'ordre de la Légion d'honneur où j'ai été élevé à la dignité de grand officier,. »
Au cours d’une longue interview accordée à la Lettre des objecteurs, il affirme : « Je suis un objecteur de conscience. »
Il participe à différentes luttes sociales des années 1970.
Il est également président de l'association Logement et promotion sociale de 1968 à 1978, membre d'associations régionalistes bretonnes et théoricien de la défense civile non-violente. Ses convictions sont indissociables de sa foi chrétienne.
À l’occasion de la loi de réhabilitation des militaires putschistes de 1982, certains officiers ayant résisté au putsch sont également réintégrés dans les cadres ; trouvant ce parallélisme déplacé et ce geste bien tardif, le général de Bollardière refuse le même traitement.
Mort dans sa résidence du Vieux-Talhouët le 22 février 1986 à Guidel, il est inhumé à Vannes au cimetière de Boismoreau.

## Œuvres
- Bataille d'Alger, bataille de l'homme, Paris, Éditions Desclée de Brouwer, 1972.
- Le Bataillon de la Paix, Paris, Éditions Buchet-Chastel, 1974 (ouvrage collectif).
- La Guerre et le désarmement, Paris, 1976.

## Décorations
- Grand officier de la Légion d'honneur
- Compagnon de la Libération par décret du 23 juin 1941[15]
- Croix de guerre 1939–1945 (cinq citations)
- Croix de guerre des Théâtres d'opérations extérieurs, palme de bronze
- Médaille de la Résistance française par décret du 6 septembre 1945[15]
- Ordre du Service distingué and Bar (Royaume-Uni)
- Officier de l'ordre de la Couronne (Belgique)
- Croix de guerre (Belgique)
- Croix du Souvenir de guerre (Pays-Bas)

## Hommages et commémorations
Plusieurs villes ont donné son nom à une rue, on peut citer notamment Châteaubriant, Guidel, Rennes, Nantes, Rezé, Saint-Nazaire, Louviers, Vénissieux.
Le conseil de Paris a décidé, à l’unanimité, de baptiser « Carrefour du Général-Jacques-Pâris-de-Bollardière », le carrefour situé entre les avenues de Suffren et de La Motte-Picquet (7e et 15e arrondissement). La seconde court en façade de l’École Militaire, entre celle-ci et le Champ-de-Mars. L'inauguration du carrefour a eu lieu le 29 novembre 2007.
Le 30 janvier 2009, le conseil municipal de Rezé (Loire-Atlantique) a adopté une délibération baptisant une rue au nom du général Jacques Pâris de Bollardière. Cette décision faisait suite à une démarche pédagogique engagée par une classe de BEP électrotechnique du lycée professionnel Louis-Jacques Goussier de Rezé, dont les élèves s'étaient émus du fait qu'aucune commune de l'agglomération nantaise n'avait immortalisé le nom de ce grand humaniste pourtant natif du département. L'inauguration eut lieu le 30 mai 2009.
Le 25 juin 2010, la communauté d'agglomération du Pays de Montbéliard baptise le « pont général Jacques de Bollardière », celui reliant Audincourt à Valentigney. Lors de l'inauguration, l'historien Pierre Croissant a retracé la vie du général, avant que les personnalités politiques prononcent leurs discours. Martial Bourquin, Claude Jeannerot, Pierre Moscovici et Daniel Petitjean se sont succédé, avant de laisser la parole à des collégiens des deux villes qui ont lu des extraits des lettres du général de Bollardière, et des messages de paix de nombreux prix Nobel de la paix.
La ville de Carhaix (Bretagne) inaugure une statue du général de Bollardière dans ses rues en mars 2019.

### Sources et bibliographie
- Notice sur le site de l'Ordre de la Libération
- Jean Planchais, « Pâris de Bollardière, Jacques (1907-1986) », sur universalis.fr, Encyclopædia Universalis (consulté le 12 juillet 2022).
- Emmanuel Salmon-Legagneur (dir.) et al. (préf. Yvon Bourges, anc. ministre, prés. du conseil régional de Bretagne), Les noms qui ont fait l'histoire de Bretagne : 1 000 noms pour les rues de Bretagne, Spézet, Coop Breizh et Institut culturel de Bretagne, 1997, 446 p. (ISBN 978-2-84346-032-6), p. 53Notice d'Emmanuel Salmon-Legagneur.
- Roger Barberot, Malaventure en Algérie avec le général Pâris de Bollardière, Paris, Plon, 1957.
- Jean Toulat, Un Combat pour l'homme, Le général de Bollardière, Paris, éd. du Centurion, 1987.
- Jean-Jacques Servan-Schreiber, Passions, Paris, Fixot, 1991.
- Vincent Roussel, Jacques de Bollardière : de l'armée à la non-violence, Paris, Desclée de Brouwer, 1997.
- Jessie Magana, Général de Bollardière, non à la torture, Paris, Actes Sud, 2009.
- Mehdi Mohraz, le général de Bollardière in Changer de camp - 14 volte-faces au XXe siècle, ouvrage collectif dirigé par Étienne Augris, Novice, 2024,  (ISBN 978-2-492301-49-0).

### Filmographie
- Général de Bollardière d'André Gazut et Pierre Stucki, prod. TSR (1974).
- Un combat singulier - Documentaire (52 minutes) de Xavier Villetard, prod. Leitmotiv productions, Pois chiche films, France 3 Ouest (2004).